# Hans Stiebner
Hans Stiebner (19 de noviembre de 1898 - 27 de marzo de 1958) fue un actor teatral y cinematográfico de nacionalidad alemana.

## Biografía
Su nombre completo era Hans Friedrich Wilhelm Georg Stiebner, y nació en Vetschau/Spreewald, Alemania. Hijo de un farmacéutico, asistió en 1919/20 a la escuela de actuación de Max Reinhardt en Berlín, debutando en el año 1920 en la Ópera Estatal de Braunschweig con la obra de Rabindranath Tagore Das Postamt. En 1925 pasó al Hamburger Kammerspiele, teatro regido por Erich Ziegel, que le ofreció trabajo como director teatral.
A partir de 1933 Stiebner trabajó como director y actor en diferentes teatros berlineses, sobre todo en el Preußisches Staatstheater Berlin, el Teatro Schiller y el Schlossparktheater. Tras la Segunda Guerra Mundial, trabajó principalmente en la comedia, actuando en el Kabarett der Komiker, el Theater am Nollendorfplatz y el Tribüne Theater.
Desde el año 1934 fue un activo actor cinematográfico de reparto, especializándose en la interpretación de personajes tales como camareros, cocineros, posaderos, y también agentes de la ley y delincuentes. Hacia el final de su carrera fue también actor televisivo. Además, fue director de radiodramas para la emisora Südwestfunk. 
Hans Stiebner falleció en Baden-Baden, Alemania, en el año 1958. Había estado casado con las actrices Maria Loja y Veronika Letz.

## Filmografía
- 1934 : Ferien vom Ich
- 1934 : Die Finanzen des Großherzogs
- 1934 : La Paloma
- 1934 : Rhapsodie. Ein musikalisches Intermezzo aus dem Leben Franz Liszts
- 1936 : Der Abenteurer von Paris
- 1936 : Weiße Sklaven
- 1937 : Die Fledermaus
- 1937 : Land der Liebe
- 1937 : Menschen ohne Vaterland
- 1937 : Mit versiegelter Order
- 1937 : Der Mustergatte
- 1938 : Geld fällt vom Himmel
- 1938 : Sergeant Berry
- 1938 : Der unmögliche Herr Pitt
- 1938 : Verwehte Spuren
- 1939 : Alarm auf Station III
- 1939 : Bel Ami, der Liebling schöner Frauen
- 1939 : Ein ganzer Kerl
- 1939 : Der Polizeifunk meldet
- 1939 : Robert und Bertram
- 1939 : Wir tanzen um die Welt
- 1939 : Nanette
- 1939 : Weltrekord im Seitensprung
- 1939 : Zwielicht
- 1940 : Falschmünzer
- 1940 : Kleider machen Leute
- 1940 : Kora Terry
- 1940 : Die letzte Runde
- 1940 : Die Rothschilds
- 1940 : Mein Leben für Irland
- 1941 : Komödianten
- 1941 : Illusion
- 1941 : Immer nur Du
- 1942 : GPU
- 1942 : Der große König
- 1942 : Rembrandt
- 1942 : Die Sache mit Styx
- 1942 : So ein Früchtchen
- 1943 : Das Bad auf der Tenne
- 1943 : Gefährlicher Frühling
- 1943 : Kollege kommt gleich
- 1943 : Romanze in Moll
- 1944 : Die Frau meiner Träume
- 1944 : Der große Preis
- 1944 : Die Hochstaplerin
- 1944 : Schicksal am Strom
- 1944 : Ein schöner Tag
- 1944 : Die Zaubergeige
- 1944 : Intimitäten
- 1945 : Frühlingsmelodie
- 1945 : Rätsel der Nacht
- 1945 : Der Mann im Sattel (estreno en 2000)
- 1948 : Der große Mandarin
- 1949 : Ruf an das Gewissen (rodado en 1944)
- 1949 : Der große Fall
- 1949 : Träum' nicht, Annette
- 1949 : Die Brücke
- 1950 : Epilog – Das Geheimnis der Orplid
- 1950 : Die Frau von gestern Nacht
- 1950 : Verlobte Leute
- 1951 : Die Frauen des Herrn S.
- 1951 : Schwarze Augen
- 1951 : Torreani
- 1951 : Unschuld in tausend Nöten
- 1952 : Der bunte Traum
- 1952 : Klettermaxe
- 1952 : Pension Schöller
- 1952 : Der Tag vor der Hochzeit
- 1952 : Türme des Schweigens
- 1952 : Wenn abends die Heide träumt
- 1952 : Liebe im Finanzamt
- 1952 : Der Kampf der Tertia
- 1953 : Ave Maria
- 1953 : Regina Amstetten
- 1953 : Rote Rosen, rote Lippen, roter Wein
- 1953 : Das singende Hotel
- 1953 : Tagebuch einer Verliebten
- 1954 : Die süßesten Früchte
- 1954 : Meine Schwester und ich
- 1954 : Raub der Sabinerinnen
- 1954 : Rittmeister Wronski
- 1955 : Ein Mann vergißt die Liebe
- 1955 : Die spanische Fliege
- 1955 : Stern von Rio
- 1955 : Vor Gott und den Menschen
- 1955 : Las ratas (Die Ratten), de Robert Siodmak
- 1958 : Dr. Crippen lebt
- 1958 : Zwei Herzen im Mai